# Cooked with Cannabis
Cooked with Cannabis (no Brasil, Receita da Boa) é um reality show estadunidense apresentado pela cantora Kelis e por Leather Storrs. Trata-se de uma competição de culinária em que a maconha recreativa é o ingrediente principal. A série foi lançada internacionalmente pela Netflix em 20 de abril de 2020.